# Ким Чен Нам
Ким Чен Нам (кор. 김정남, 10 мая 1971, Пхеньян — 13 февраля 2017, Куала-Лумпур) — старший сын лидера КНДР Ким Чен Ира. Единокровный старший брат главы КНДР Ким Чен Ына.
13 февраля 2017 года был убит в Куала-Лумпуре (Малайзия).

## Биография

### Молодость
Ким Чен Нама родила Ким Чен Иру актриса Сон Хе Рим, отношения своего наследника с которой не одобрял Ким Ир Сен. Поэтому отец старался не афишировать существование Ким Чен Нама, тот не ходил в школу, получая домашнее образование. Жил он при этом вместе со старшей сестрой своей матери Сон Хе Ран. Продолжил своё образование в Швейцарии, где провёл несколько лет.

### 1998—2001 годы
Он был назначен на ряд высоких партийных постов, курировал в стране развитие ИТ и в январе 2001 года сопровождал своего отца Ким Чен Ира во время визита в Шанхай, где встречался с китайскими официальными лицами.

### Скандал с высылкой из Японии
В 2001 году Ким Чен Нам попытался въехать в Японию по фальшивому доминиканскому паспорту под китайским псевдонимом Пан Сюн, что переводится как «жирный медведь», но был разоблачён на границе. С Кимом были его четырёхлетний сын, жена и служанка, целью поездки было посещение токийского Диснейленда. Ким Чен Нам провёл в изоляции несколько дней, а затем был депортирован в Китай, что вызвало недовольство в Пхеньяне. Сам Чен Нам утверждал, что поездки в Японию инкогнито были весьма популярны у элиты КНДР и что такую поездку по фальшивому бразильскому паспорту предпринял однажды сам Ким Чен Ын. Ким Чен Ир отменил из-за скандала очередной визит в КНР. С тех пор отношения Ким Чен Нама с отцом испортились, и вскоре он поселился за границей.

### После 2001 года
Оставаясь гражданином КНДР, постоянно проживал в Китае по северокорейскому дипломатическому паспорту, в основном, в Шанхае и Макао, не бывая в КНДР. Часто приезжал в Сингапур и Малайзию. Ким Чен Нам был достаточно открыт для журналистов и не избегал их. В 2004 году он по собственной инициативе затеял многолетнюю переписку с японцем Ёдзи Гоми и дал ему отдельное большое интервью. На основе полученной в ходе переписки информации японский журналист издал книгу о Ким Чен Наме.
В 2019 году появились утверждения, что Ким Чен Нам снабжал информацией ЦРУ.

## Отравление и смерть
13 февраля 2017 года Ким Чен Нам погиб в результате отравления, совершенного в зоне вылета международного аэропорта Куала-Лумпур (Малайзия). В нападении участвовали две женщины. На видео с камер наблюдения видно, как к нему подошли две женщины, одна напала на него сзади, прижимая что-то к его лицу, вскоре они спокойно отошли от него, а он начал просить помощи, показывая на глаза.
Ким Чен Нам скончался 13 февраля 2017 года по пути в больницу. По сообщениям полиции, он жаловался на сильное головокружение, рассказав, что некто брызнул ему в лицо неизвестной жидкостью, его повезли в больницу, но по дороге он умер.

### Расследование убийства
Всего полицией Малайзии было задержано четверо подозреваемых: гражданка Вьетнама Доан Тхи Хыонг (18 лет), гражданка Индонезии Айша Сити (25 лет), гражданин Мьянмы Мухаммад Фарид бин Джалалудин (26 лет, по данным полиции, он встречается с Айшей Сити, был задержан в малайзийском городе Ампанг), Ли Чен Чхоль, гражданин КНДР (36 лет, работает инженером по компьютерным технологиям, был арестован в штате Селангор, по версии следствия, он был водителем у подозреваемых в убийстве).
Правоохранительные органы Малайзии опознали ещё четверых граждан КНДР, которых подозревают в причастности к убийству. Это мужчины в возрасте 33, 34, 55 и 57 лет, которые приехали в Малайзию в разное время в период с 31 января по 7 февраля и покинули Малайзию в день убийства. Сообщалось, что, чтобы добраться до Пхеньяна, они (Ли Чжи Хен, Ли Чжэ Нам, Хон Чон Хак и О Чжон Гиль) воспользовались авиарейсами через Джакарту, Дубай, Москву и Владивосток, и власти Южной Кореи просили российскую сторону задержать их, однако российские власти отказались это сделать. Разведка Южной Кореи считает организаторами убийства Ким Чен Нама четырёх сотрудников Министерства государственной безопасности КНДР и двух сотрудников Министерства иностранных дел КНДР.
Было установлено, что для убийства было использовано боевое отравляющее вещество, известное как VX. К такому выводу эксперты пришли, проанализировав следы вещества, оставшегося на лице и глазах покойного.
Тело Ким Чен Нама было вскрыто в столице Малайзии без участия представителей Северной Кореи (что вызвало протест посла этой страны), северокорейские СМИ проигнорировали факт смерти Ким Чен Нама. В дальнейшем власти Малайзии были готовы передать его труп в посольство при определённых условиях.
У Ким Чен Нама был найден паспорт на имя Ким Чхоля. В связи с этим посол КНДР в Малайзии Кан Чхоль заявил: «Прошло семь дней с момента инцидента, но до сих пор не предоставлено ясных заключений о причинах смерти. В данный момент мы не можем доверять малайзийской полиции. Посольство определило личность убитого. Это гражданин КНДР Ким Чхоль, как указано в его паспорте». По его словам, КНДР не доверяет результатам расследования убийства, которое ведет малайзийская полиция, и настаивает на проведении совместного расследования. Однако сын Ким Чен Нама, прибывший в больницу 21 февраля, опознал тело своего отца.

### Последствия убийства
Убийство вызвало резкую реакцию властей Малайзии: 20 февраля был отозван посол Малайзии в КНДР, посол КНДР в Куала-Лумпуре был вызван «для объяснений».
3 марта власти Малайзии объявили посла КНДР Кан Чхоля персоной нон грата, ему было предписано покинуть территорию страны в течение 48 часов.
3 марта гражданин КНДР Ли Чен Чхоль был освобожден из-под стражи и депортирован, поскольку в ходе расследования выяснилось, что улик, указывающих на его причастность к смерти Ким Чен Нама, недостаточно.
7 марта КНДР запретила гражданам Малайзии покидать свою территорию, пока не «разрешится справедливо» произошедший в Малайзии «инцидент» и не будет полностью обеспечена безопасность дипломатов и граждан КНДР в Малайзии. Премьер-министр Малайзии Наджиб Разак осудил этот запрет и заявил, что, по сути, КНДР удерживает граждан Малайзии в заложниках. Он дал инструкцию полиции не выпускать из страны всех граждан КНДР до тех пор, пока не будет уверенности в безопасности всех граждан Малайзии в Северной Корее.
Сразу после убийства в мировой прессе стали циркулировать различные слухи и теории заговора, пытающиеся связать данное преступление с действиями различных «заинтересованных сторон». Так, несколько теорий утверждают о прямом (активном или пассивном) участии китайских спецслужб, связанным со сложным международным положением, в которое попал Китай в связи с избранием президентом США Дональда Трампа. Также высказывались предположения, что убийство Ким Чен Нама явилось результатом внутриполитической борьбы различных северокорейских властных группировок. Кроме того, один из главных подозреваемых Ли Чен Чхоль заявил, что обвинения в его адрес являются результатом заговора со стороны малайзийской полиции с целью дискредитировать северокорейское правительство. Российский кореевед Константин Асмолов выдвинул конспирологическую теорию, согласно которой к убийству Ким Чен Нама может быть причастна какая-нибудь преследующая провокационные цели южнокорейская негосударственная организация, к примеру, протестантская секта, имеющая в своих рядах северокорейских перебежчиков, а сама акция подготовлена в Вашингтоне с целью подготовить предлог для военного вторжения в Северную Корею.
В конце марта власти Малайзии передали тело Ким Чен Нама КНДР и разрешили выезд из страны подозревавшимся сотрудникам посольства КНДР, в то же время власти КНДР разрешили покинуть свою территорию малайзийцам.
2 октября 2017 года начался судебный процесс по обвинению Доан Тхи Хыонг и Айши Сити в убийстве Ким Чен Нама. Они отказались признать себя виновными и уверяли, что их обманула команда северокорейских агентов. Они якобы считали, что участвуют в розыгрыше, который снимают на скрытую камеру. Выяснилось, что Айши Сити до убийства Ким Чен Нама участвовала в розыгрыше не менее 10 человек, а Доан Тхи Хыонг — четырёх человек, которым они клали руки на лицо, целовали, а затем извинялись и убегали. Про Ким Чен Нама им якобы сказали, что это актёр, который тоже участвует в шоу.
6 марта 2018 года Государственный департамент США объявил о введении санкции против КНДР за применение химического оружия при убийстве Ким Чен Нама.
В марте 2019 года прокурор отказался от обвинения Айши Сити и она была освобождена малайзийским судом. Процесс над Доан Тхи Хыонг продолжился.
1 апреля 2019 года Доан Тхи Хыонг была приговорена к трём годам и четырём месяцам лишения свободы по обвинению в непредумышленном причинении смерти. Она была досрочно освобождена 3 мая 2019 года.

## Семья
- Отец — Ким Чен Ир
- Мать — Сон Хе Рим
- Братья (по отцу, от другой матери): Ким Чен Ын и Ким Чен Чхоль (р. 1982). Ким Чен Нам утверждал, что никогда не видел своего единокровного брата Ким Чен Ына[38].

## Комментарии
1. ↑  VX — высокотоксичное вещество нервно-паралитического действия. Считается самым токсичным из всех искусственно синтезированных ядов. Легко проникает через кожу и слизистые оболочки. Смертельная доза составляет 0,01 г при попадании на кожу («Kim Jong-nam: How N Korea could have used potent VX to kill» Архивная копия от 24 февраля 2017 на Wayback Machine). По имеющимся данным, на момент убийства Ким Чен Нама, запасы VХ имели лишь немногие страны, среди которых США и Россия, причем российский и американский варианты VX различаются.